# Zatoka Patraska
Zatoka Patraska (gr. Πατραϊκóς Κóλπος, Patraikós Kolpos) – wschodnia część Morza Jońskiego u zachodniego wybrzeża Grecji. 
Rozciąga się od linii wyspa Oksja-przylądek Araksos na zachodzie, po cieśninę Rio-Andirio na wschodzie (Zatoka Koryncka). Długość akwenu: 40–50 km, szerokość 10–20 km, powierzchnia 350–400 km². Przez cieśninę Rio-Andirio przerzucony jest most Rio-Andirio (długość 2,88 km), oddany do użytku w 2004, znacznie skracający podróż pomiędzy kontynentem a Peloponezem. 
Na Morzu Jońskim u wylotu Zatoki Patraskiej, ok. 15 km na zachód od przylądka Araksos, 7 października 1571 miała miejsce największa w dziejach bitwa morska, w której ogółem wzięło udział ponad 430 okrętów.